# Grewia analamerensis
Grewia analamerensis är en malvaväxtart som beskrevs av René Paul Raymond Capuron. Grewia analamerensis ingår i släktet Grewia och familjen malvaväxter. Inga underarter finns listade i Catalogue of Life.